# Suzuki
Tập đoàn Mô tô Suzuki (スズキ株式会社 (Suzuki Chu thức Hội xã) Suzuki Kabushikigaisha) là một tập đoàn đa quốc gia của Nhật chuyên sản xuất các loại xe hơi (đặc biệt là Keicar và xe thể thao nhỏ), xe máy, xe địa hình, thuyền máy, xe lăn, và các loại sản phẩm động cơ. Suzuki có 15 nhà máy sản xuất ô tô ở 14 nước và 133 nhà phân phối ở 119 nước.

## Lịch sử
Vào năm 1909, Suzuki Michio đã thành lập Công ty Dệt Suzuki ở một ngôi làng nhỏ Hamamatsu, ở cạnh bờ biển Nhật Bản. Việc kinh doanh bùng nổ khi Suzuki sản xuất máy dệt cho ngành công nghiệp dệt may của Nhật Bản. Mục tiêu của Suzuki lúc bấy giờ là tạo nên những máy dệt tốt hơn, thân thiện với công nhân hơn. Vào năm 1929, Michio Suzuki đã phát minh ra một loại máy dệt mới, và đã được xuất khẩu ra nước ngoài. Suzuki đã có 120 bằng phát minh và kiểu dáng thương mại. Trong 30 năm đầu kể từ ngày thành lập công ty, trọng tâm của công ty là phát triển và sản xuất những cỗ máy phức tạp này.
Mặc dù có được sự thành công lớn trong ngành dệt, Suzuki vẫn cho rằng công ty của ông phải đa dạng hóa và ông bắt đầu hướng sang các sản phẩm khác. Dựa theo nhu cầu của người tiêu thụ, ông quyết định rằng cách đầu tư mới thực tiễn nhất là sản xuất xe hơi nhỏ. Dự án bắt đầu vào năm 1937, và trong vòng 2 năm Suzuki đã hoàn thành một vài mẫu xe cơ bản. Những chiếc xe đầu tiên của Suzuki được vận hành bởi động cơ đột phá lúc bấy giờ với bốn xi-lanh, bốn thì, làm mát bằng chất lỏng. Nó có hộp số và cần số bằng nhôm và có sức kéo 13 mã lực chỉ với động cơ 800 phân khối.
Do sự bùng nổ của Chiến tranh thế giới lần thứ hai, kế hoạch sản xuất các loại xe mới của Suzuki được tạm hoãn khi chính phủ cho rằng xe hơi là một loại "hàng hóa không cần thiết". Sau khi kết thúc cuộc chiến, Suzuki quay trở lại sản xuất máy dệt. Ngành sản xuất máy dệt phát triển nhanh khi chính phủ Mỹ đồng ý xuất vải bông (cotton) sang Nhật Bản. Tài sản của Suzuki tăng lên nhanh chóng vì các đơn đặt hàng bắt đầu tăng lên từ các nhà sản xuất may mặc nội địa. Nhưng niềm vui không kéo dài khi thị trường vải bông sụp đổ vào năm 1951.
Đối diện với thử thách khổng lồ này, suy nghĩ của Suzuki quay trở lại phương tiện gắn máy. Sau chiến tranh, người Nhật có nhu cầu về phương tiện vận chuyển cá nhân rất cao. Một số nhà máy bắt đầu cho ra những động cơ chạy bằng khí gaz "gắn", có thể gắn vào một chiếc xe đạp bình thường. Chiếc xe hai bánh đầu tiên của Suzuki có dạng một chiếc xe đạp gắn máy có tên gọi là "Không tốn sức". Được thiết kế để giảm giá thành và dễ lắp ráp cũng như bảo trì, chiếc Không tôn sức 1952 có động cơ hai thì 36 phân khối. Một tính năng chưa từng có trước đây là hệ thống líp đôi, cho phép người lái có thể đạp xe với sự phụ trợ của động cơ hoặc không, hoặc chỉ đơn giản gỡ bỏ bàn đạp và chạy bằng máy. Hệ thống này tài tình đến nỗi cơ quan sáng chế của chính phủ dân chủ mới đã trao cho Suzuki một khoản tiền trợ cấp để tiếp tục nghiên cứu về ngành kỹ thuật xe gắn máy. Và từ đó Công ty Mô tô Suzuki được thành lập.
Vào năm 1953, Suzuki có chiến thắng đầu tiên trong cách giải đua xe khi chiếc "Diamond Free" 60cc chiến thắng trong giải leo núi Phú Sỹ.

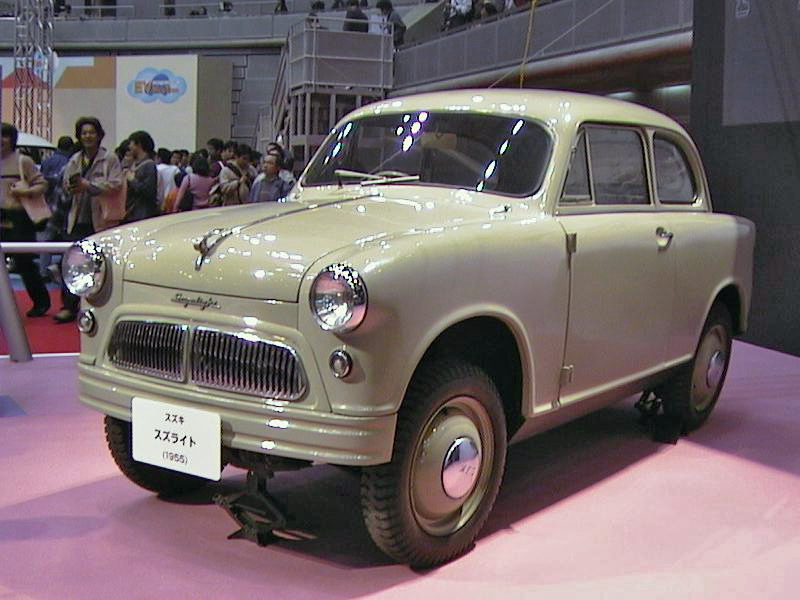
Suzulight

Đến năm 1954, Suzuki đã sản xuất 6.000 xe máy 1 tháng và đã chính thức đổi tên thành Công ty Trách nhiệm hữu hạn Mô tô Suzuki. Sau thành công của những chiếc xe đầu tiên, Suzuki đã làm ra chiếc xe thậm chí còn thành công hơn: Suzulight 1955. Suzuki đã trình bài thiên hướng sáng tạo mới của mình. Suzulight có bánh lái trước, hệ thống giảm xóc bốn bánh độc lập và bộ chỉnh hướng răng cưa và nhông—những tính năng phổ biến ở xe hơi nửa thế kỷ sau.

### Các mốc thời gian
1910 - Nhà máy Máy dệt Suzuki thành lập ở Hamamatsu, tỉnh Shizuoka, bởi Michio Suzuki.
1920 - Tổ chức lại, thành tổng công ty, và tăng vốn lên 500.000 yên với Công ty Máy dệt Suzuki, chủ tịch là Michio Suzuki.
1952 - Xe đạp có gắn máy 'Không tốn sức' được giới thiệu cho thị trường
1954 - Tên công ty đổi thành Công ty Trách nhiệm hữu hạn Mô tô Suzuki.
1955 - Xe hơi nhẹ 'Suzulight' (360cc, hai thì) được bán ra mở đầu thời đại xe hơi trọng tải nhẹ của Nhật.
1961 - Công ty Chế tạo Máy dệt Suzuki được thành lập, tách nhánh sản xuất máy dệt ra khỏi xe hơi và xe tải hạng nhẹ 'Suzulight Carry' xuất xưởng.
1962 - Suzuki giành chiến thắng trong cuộc đua hạng 50 phân khối tại Đảo Man (Vương quốc Anh)
1963 - Công ty Mô tô Suzuki Hoa Kỳ, một công ty con bán hàng trực tiếp, thành lập ở Los Angeles.
1965 - Động cơ cho thuyền máy 'D55' (5,5 mã lực, hai thì) được xuất xưởng và Fronte 800 cũng được bán ra.
1967 - Công ty Trách nhiệm hữu hạn Mô tô Suzuki Thái Lan được thành lập, đóng vai trò là nhà máy lắp ráp nội địa.
1968 - Xe tải có buồng lái Carry xuất xưởng.
1970 - LJ-Series 4X4 được bán ra.
1971 - GT750 xe máy được bán ra.
1973 - Công ty Suzuki Canada khai trương ở Ontario, Canada.
1974 - Nhà máy P.T Suzuki Indonesia thành lập ở Jakarta, Indonesia, bước vào lĩnh vực thiết bị y tế với chiếc xe lăn có gắn động cơ Suzuki Motor Chair Z600, vươn ra lĩnh vực gia dụng với Suzuki Home và 2 mẫu nhà làm sẵn 'Nhà Mini' và ba kiểu nhà kho.
1975 - Công ty Suzuki Antonio, một công ty liên doanh sản xuất và bán phụ tùng thành lập ở Manila, Philippines.
1976 - Xe máy GS-Series xuất xưởng.
1977 - Xe LJ80 4x4 bán ra và bắt đầu xuất khẩu xe máy GS1000H.
1979 - Alto xuất xưởng.
1979 - SC100 bán ra ở Anh.
1980 - Công ty Có sở hữu hữu hạn Suzuki Úc được thành lập ở Sydney, Úc và bước vào lĩnh vực động cơ đa năng với ba mẫu máy phát điện.
1981 - Ký liên kết kinh doanh với General Motors (Mỹ) và Isuzu Motors, Ltd.(Nhật Bản).
1982 - 4X4 bắt đầu được sản xuất tại Công ty TNHH Suzuki Motor ở Karachi, Pakistan và giành chiến thắng năm thứ 7 liên tiếp tại Giải đua xe quốc tế Grand Prix 500.
1982 - SC100 ngưng sản xuất và được thay thế bởi Alto.
1983 - Xe chở khách 1 lít Cultus/Swift được bán ra và 4X4 bắt đầu được sản xuất tại Maruti Udyog Ltd. ở New Delhi, Ấn Độ.
1984 - Công ty TNHH Suzuki New Zealand được thành lập ở Wanganui, New Zealand và bắt đầu xuất khẩu Chevrolet Sprint sang Hoa Kỳ. Hợp đồng hỗ trợ kỹ thuật sản xuất xe hơi ký với Công ty Xuất nhập khẩu Công nghệ hàng không Quốc gia Bắc Kinh của Trung Quốc. Hoạt động của Suzuki Mô tô GmbH Đức bắt đầu ở Heppenheim,Đức.
1985 - Công ty Ô tô Suzuki của Mỹ được thành lập cùng với việc giới thiệu chiếc Samurai, và chiếc xe máy gây xúc động mạnh GSX-R750 với động cơ làm mát bằng dầu xuất xưởng. Bắt đầu sản xuất xe tay ga tại Avello S.A. của Tây Ban Nha. Thỏa thuận với Santana Motors để sản xuất xe hơi Suzuki ở nhà máy Linares của họ ở Andalusia, Tây Ban Nha.
1986 - Công ty Suzuki Mô tô Mỹ được thành lập bằng cách sáp nhập Công ty Suzuki Hoa Kỳ và Công ty Ô tô Suzuki của Mỹ.
1987 - Bắt đầu sản xuất Cultus/Swift ở Colombia và tổng số xe xuất khẩu đạt 2 triệu chiếc.
1988 - Escudo/Vitara 4x4 được bán ra và tổng lượng xe sản xuất ra đạt tới 10 triệu chiếc.
1989 - Tổng công ty Ô tô CAMI thành lập và bắt đầu hoạt động ở Ontario, Canada. Bắt đầu bán Swift GT và Sidekick tại Hoa Kỳ.
1990 - Đổi tên công ty thành Công ty Mô tô Suzuki.
1991 - Bắt đầu sản xuất ô tô ở Hàn Quốc liên kết với Công ty Đóng tàu và Máy hạng nặng Daewoo và chiếc xe 2 ghế ngồi Cappuccino xuất xưởng.
1993 - Việc sản xuất và buôn bán xe vận chuyển bắt đầu tại Suzuki Ai Cập S.A.E., lễ khai trương nhà máy sản xuất xe mới được tổ chức tại Công ty Suzuki Magyar ở Esztergom, Hungary và Xe chở khách Wagon R được bán ra.
1994 - Maruti Udyog Ltd. của Ấn Độ sản xuất ra số lượng xe đạt đến 1 triệu chiếc.
1995 - Tổng số xe máy xuất khẩu đạt 20 triệu chiếc
1996 - Bắt đầu sản xuất tại Việt Nam (xe gắn máy và xe hơi)
1997 - Bán được tổng cộng 10 triệu chiếc ô tô ở thị trường nước ngoài và động cơ thuyền máy bốn thì giành được Giải thưởng Sáng tạo tại Hội nghị và Triển lãm Thương mại Hàng hải Thế giới (IMTEC) ở Chicago.
1998 - Suzuki và General Motors trở thành đồng minh chiến lượng và Công ty TNHH Ô tô Suzuki Trường An, Trùng Khánh nhận được chứng nhận của chính phủ Trung Quốc sản xuất xe hơi chở khách.
1999 - Tổng lượng sản xuất đạt đến 40 triệu chiếc và Công ty TNHH Ô tô Suzuki Xương Hà, Giang Tây nhận được chứng nhận chính thức của chính phủ Trung Quốc sản xuất xe thương mại.
2000 - Công ty tổ chức lễ kỷ niệm lần thứ 80, tổng số xe sản xuất được ở nhà máy Kosai đạt đến 10 triệu chiếc và Suzuki bắt đầu sản xuất tại General Motors de Argentina S.A.
2001 - Số lượng xe SJ-Series bán ra trên toàn cầu đạt 2 triệu chiếc, sản xuất xe Alto đạt 4 triệu chiếc và Suzuki đạt được mục tiêu "Cấp Zê-rô" cho lượng rác thải chôn.
2002 - Bán được tổng cộng 30 triệu chiếc xe hơi trên toàn thế giới và bảo hiểm số 1 ở Mỹ: bảo hiểm có giới hạn 100.000 bộ động cơ trong 7 năm.
2003 - Suzuki đứng nhất trong thị trường xe Keicar trong 30 năm liên tiếp và Twin, chiếc Keicar lai đầu tiên ở Nhật Bản, được xuất xưởng.
2004 - Tổng tiêu thụ xe nội địa đạt đến 15 triệu chiếc
2005 - Swift được giải thưởng Chiếc xe của năm 2006 của RJC.
2006 - Chiếc XL7 mới được bán cho thị trường Bắc Mỹ và GM từ bỏ, bán ra 92,36 triệu cổ phiếu và giảm mức sở hữu của họ xuống còn 3%.

## Công ty Việt Nam Suzuki

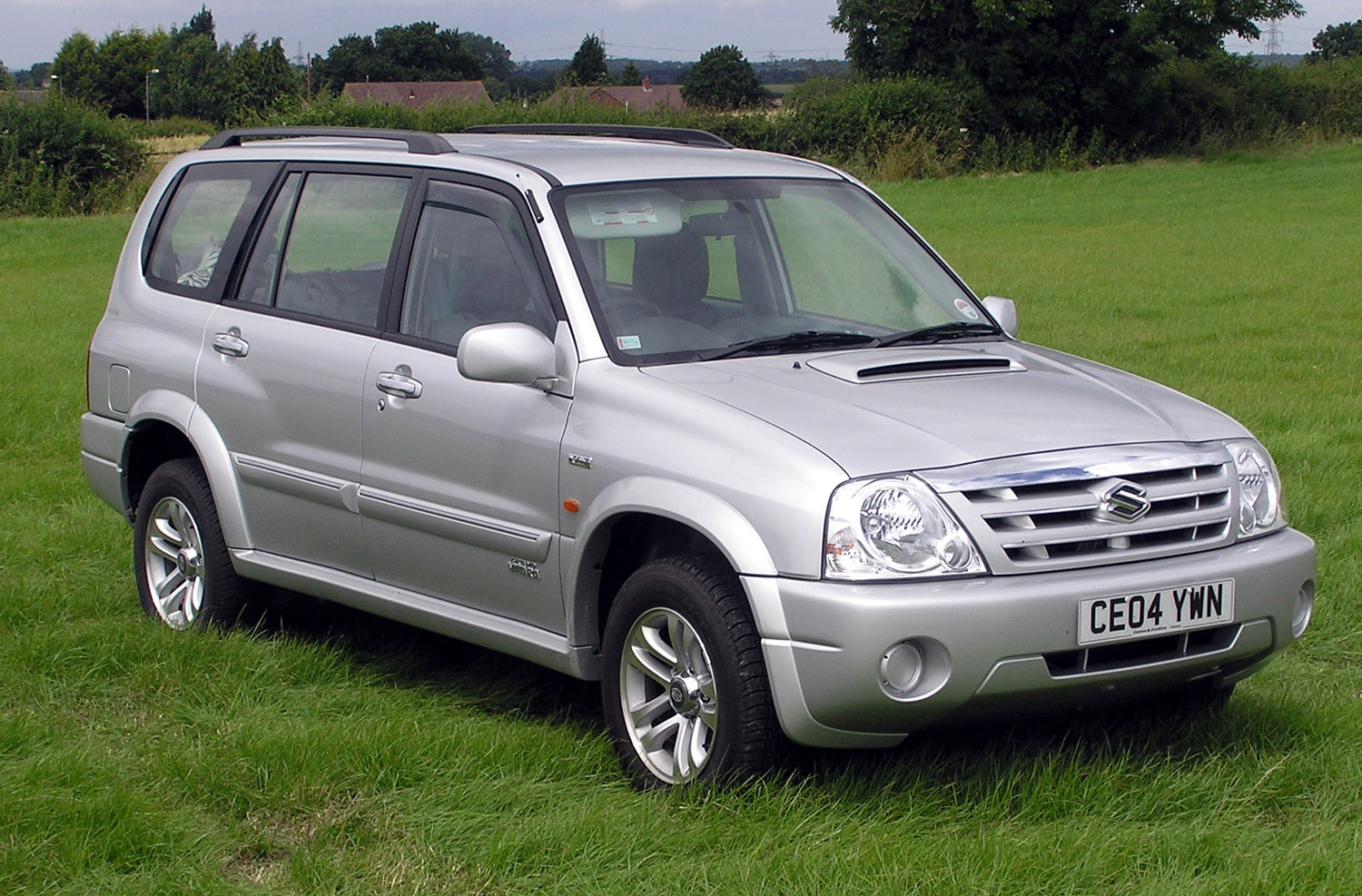
2004 Suzuki XL-7

Công ty Việt Nam Suzuki được thành lập vào ngày 21 tháng 4 năm 1995 và bắt đầu đi vào hoạt động trong năm 1996, có nhiệm vụ sản xuất và lắp ráp cả xe máy và xe ô tô nhỏ. Nhà máy của công ty đóng tại Khu công nghiệp Biên Hòa. Sản lượng trung bình mỗi năm là 6000 chiếc xe ô tô và 100.000 xe gắn máy.

## Các thỏa thuận OEM
Bắt đầu từ năm 1985, Suzuki đã sản xuất xe hoặc làm nền tảng cho những nhà sản xuất khác trên toàn cầu.
General Motors - Suzuki Cultus/Suzuki Swift được đổi thành nhãn hiệu Chevrolet Sprint và ở Canada, cũng là chiếc Pontiac Firefly và Geo Metro. Suzuki Ignis đổi thành Chevrolet Cruze và Holden Cruze ở Nhật và Úc. Suzuki Carry đổi thành Bedford Rascal và Vauxhall Rascal ở Anh, Holden Scurry ở Úc và Chevrolet Supercarry ở Ecuador. Suzuki Sidekick đổi thành Geo Tracker, Chevrolet Tracker, và Pontiac Sun Runner. Suzuki Vitara đổi thành Geo Tracker và Chevrolet Tracker. Suzuki XL-7 đổi tên ở Nam Mỹ là Chevrolet Grand Nomad. Suzuki SJ-Series được đổi thành Holden Drover.
Subaru - Ở Châu Âu, Suzuki Swift thế hệ hai và Suzuki Ignis được mang tên Subaru Justy.
Mazda - Phần lớn kiểu xe keicar Autozam của Mazda được đổi nhãn hiệu từ sản phẩm của Suzuki. Suzuki Vitara cũng được bán dưới cái tên Mazda Proceed.
Nissan - Nissan Moco là chiếc đổi tên từ Suzuki MR Wagon. Suzuki vừa rồi đã hợp tác sâu hơn với Nissan, Nissan sẽ cung cấp cho Suzuki xe tải nhỏ hông thấp trong khi Suzuki sẽ cung cấp cho Nissan các loại xe mini cho thị trường Nhật Bản.
Maruti Udyog - Suzuki và Ấn Độ cùng sở hữu công ty này với tất cả các kiểu xe đều là đổi nhãn hiệu từ Suzuki www.marutiudyog.com
Công ty Ô tô Trường An www.changansuzuki.com Lưu trữ ngày 21 tháng 11 năm 2020 tại Wayback Machine - Suzuki Swift, Suzuki Alto, Suzuki Carry
Giang Tây Xương Hà www.changhe-suzuki.com Lưu trữ ngày 4 tháng 7 năm 2009 tại Wayback Machine

## Các loại xe hơi
- - Aerio/Liana
  - APV/Carry
  - Baleno/Suzuki Esteem/Cultus Crescent
  - Celerio
  - Ciaz
  - Cultus/Swift/Forsa
  - Escudo/Vitara/Sidekick
  - Grand Vitara
  - Ignis
  - Jimny/Jimny Sierra/Potohar Lưu trữ ngày 14 tháng 7 năm 2007 tại Wayback Machine
  - SJ-Series/Samurai/Sierra/Santana
  - SX4
  - XL-7
  - XL7
  - Ertiga
  - X-90
- Các mô-đen ở Bắc/Nam Mỹ
  - Forenza
  - Fun
  - Reno
  - Verona

### Ô tô Kei
- - Alto/Alto Works
  - Cappuccino
  - Cara
  - Carry/Every
  - Cervo/Cervo Mode/SC100/Whizzkid
  - Fronte
  - Jimny
  - LJ-Series
  - Kei/Kei Works
  - Lapin/Lapin SS
  - MightyBoy
  - MR Wagon
  - SJ-Series
  - Supercarry
  - Suzuki Twin
  - Wagon R
  - Wagon RR

## Xe máy

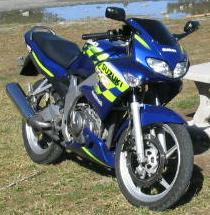
2002 Suzuki FXR150

Suzuki bắt đầu sản xuất xe máy từ năm 1952, kiểu đầu tiên là một chiếc xe đạp gắn máy. Trong suốt thập niên 1950, 1960 và đầu thập niên 1970, công ty chỉ sản xuất xe máy với động cơ hai thì, kiểu xe hai thì lớn nhất là kiểu xe ba xi lanh làm mát bằng nước GT750. Một nhân tố quan trọng trong sự thành công của Suzuki trong cuộc cạnh tranh về động cơ hai thì là tay đua Grand Prix Ernst Degner của Đông Đức, người đã trốn sang phía Tây vào năm 1961, mang lại cho công ty các bí mật về động cơ hai thì từ nhà sản xuất MZ của Đông Đức. Suzuki đã mướn Degner, và anh ta thắng giải Vô địch thế giới 50cc vào năm 1962.
Tuy nhiên, đến năm 1976, Suzuki đã giới thiệu chiếc xe máy đầu tiên với động cơ bốn thì, GS400 và GS750. Từ đó, Suzuki đã tạo nên danh tiếng của một nhà sản xuất động cơ xe đua chất lượng cao.
Vào năm 1994, Suzuki cùng với Nhà máy cơ khí Nam Kinh Tấn Thành hợp tác thành nhà sản xuất và xuất khẩu xe máy Trung Quốc có tên là Tấn Thành Suzuki.

### Xe phổ thông
- T20 / X6
- GT Series
- GS Series
- GS500E/F
- GSX Series
- GSX-R Series
- RF Series
- GSX-F / Katana Series
- GSF / Bandit Series
- VL 1500 Intruder LC / Boulevard C90
- VZ 800 Marauder / Boulevard M50
- VL 800 Volusia / Boulevard C50
- VX 800
- SV650(S)
- SV1000(S)
- TL1000R
- TL1000S
- RC80
- RC100
- RG150/RGV150
- Suzuki RG 110 | RGV 120 | Satria 120
- RG250 Gamma
- RGV250
- RG500
- FXR150
- GSX1100S-SZ, GSX750S-SF & GSX650 Katana
- DL 1000 V-Strom
- DL 650 V-Strom
- Hayabusa
- Boulevard S40
- Boulevard S50
- Suzuki Boulevard M50
- Boulevard S83
- EN 125cc 2a
- LS650 Savage
- Suzuki VS 600/750/1400 Intruder
- Suzuki GV1400 Cavalcade (85-90)
- Suzuki GV700/GV1200 Madura (85,86 only)
- Suzuki RV 125 Van Van
- Suzuki FR80 - Scooter
- FX110 - Scooter
- AN Burgman Series - Scooters
- Katana AY50 - Scooter
- TU250
- Suzuki GN Series
- Suzuki GZ Series

### Xe máy địa hình / Không đi trên đường / Xe hai chức năng
- RM Series - Hai thì
- RM-Z Series - Bốn thì
- DR Series - Bốn thì
- DR-Z Series - Bốn thì

### Ý niệm/Mô hình mẫu
- Suzuki Stratosphere
- GSR400
- Suzuki Skywave Type-S
- Suzuki Boulevard M109R
- Suzuki Address V50G
- Suzuki GSX-R/4

### Tất cả các xe vượt địa hình (ATVs)
Quadrunner
- Suzuki KingQuad 700
- Suzuki TwinPeaks 700
- Suzuki Vinson 500
- Suzuki Eiger 400
- Suzuki Ozark 250

Quadsport
- Suzuki LT 230
- Suzuki LT-Z250
- Suzuki LT-Z400
- Suzuki LT-R450 (race ready)

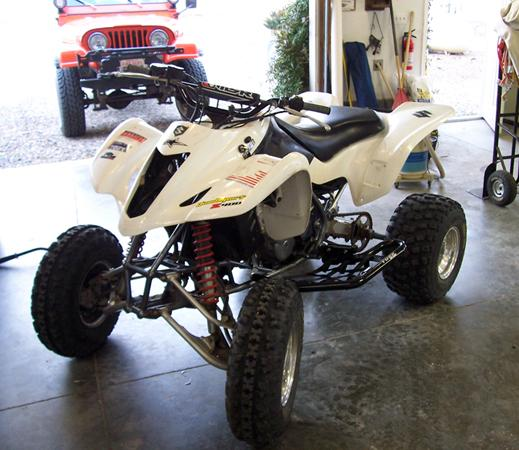
Một chiếc Suzuki LT-Z400 2004 với một số điều chỉnh thông thường và tùy chọn

- Suzuki Escudo Pikes Peak version (rally/road)
- Suzuki Cultus Pikes Peak version (rally/road)

### ltr 450
- Danh sách các động cơ của Suzuki
- Xe cấp cứu EDE51V

## Chuyện bên lề
- Trong quảng cáo ở Mỹ của Suzuki vào tháng 7 năm 2006, một phiên bản của bài hát "Alive and Amplified" (Sống và Mở rộng) của ban nhạc Mooney Suzuki được chỉnh sửa, xuất hiện trên các quảng cáo thương mại của Suzuki Mỹ, mặc dù tên ban nhạc chẳng dính dáng gì đến tên của hãng.
- Suzuki đã tạo ra những chiếc xe máy cho các tập phim Kamen Rider (những tay lái đeo mặt nạ) cho đến nay.
- Suzuki cũng tạo ra chiếc xe hơi cho Thám tử Vũ trụ Gavan, Thám tử Vũ trụ Shaider, Siêu điện tử Bioman, (những loạt phim giả tưởng về rô bô, người máy của Nhật) và một loạt các phim sentai và tokusatsu (phim có hiệu ứng đặc biệt của Nhật), đặc biệt là Toei. Suzuki cũng là nhà cung cấp xe máy cho Toei.
- Trong các phim hoạt hình của Nhật Boogiepop Phantom, Nagi Kirima lái một chiếc Suzuki GSX250S Katana thường xuyên;
- Tay Rapper đã qua đời Eazy E thường lái một chiếc Suzuki Samurai.